# 파비안 카노비오
네스토르 파비안 카노비오 벤타베리(스페인어: Néstor Fabián Canobbio Bentaberry, 1980년 3월 8일, 몬테비데오 ~)는 우루과이의 전직 축구 선수로, 현역 시절 공격형 미드필더로 활약했다.
골 결정력이 있는 능숙한 미드필더로, 그는 현역 시절 오랜 기간 스페인에서 활약했고, 세 구단 소속으로 200경기 이상 출전을 기록했다.

## 클럽 경력
몬테비데오 출신인 카노비오는 1997년에 프로그레소에서 프로 무대 신고식을 치렀다. 그 곳에서 3년을 보낸 카노비오는 인상적인 활약에 힘입어 2001년에 우루과이의 거함 페냐롤에 입단하여 2년 동안 30번이 넘는 득점을 올려 수도 연고 구단이 2003년에 우루과이 리그 우승을 차지하는 데 공헌했다. 2003년 7월 하순, 카노비오는 라파엘 베니테스의 발렌시아에 입단하였으나, 주로 교체 선수로 기용되었다. 베니테스는 그의 영입을 원치 않았는데, 이는 그가 소파를 원했지만 램프를 가져왔다는 기자 회견 내용에서 확인할 수 있다. 단 한 시즌 동안 2-2로 비긴 셀타 비고와의 안방 경기에서 불과 1골을 기록하는데 그친 카노비오는 같은 해 2004년 UEFA컵 우승 당시 10번의 대회 출장했고, 3-2로 이긴 베식타시와의 경기에서는 득점도 올렸다.
2004-05 시즌, 카노비오는 시즌 후 강등된 셀타로 임대 이적했고, 갈리시아 연고 구단은 시즌 후 완전 영입할 권한도 얻었는데, 1년 동안 12골로 한드로와 함께 공동 최다 득점자로 이름을 올려 라 리가 복귀를 견인해, 임대 계약 조항에 따라 완전 이적했다.
셀타 소속으로 3년 더 공격 핵심을 맡았고, 2007-08 시즌에는 7골을 넣으었으나, 1부 리그 복귀에 실패하면서 카노비오는 2008년 7월에 방출되어 바야돌리드에 합류했다. 11월, 그는 3-2로 이긴 세비야와의 안방 경기에서 2골을 기록했고, 1-0으로 이긴 레알 마드리드와의 경기에서도 결승골을 넣는 등, 2년 동안 선수단의 주전으로 활약했지만, 2010년에 소속 구단의 강등을 막지 못했다.
2010년 7월 26일, 30세의 카노비오는 라리사와 1년 계약을 체결하면서 그리스 무대로 이동했다. 그는 이후 우루과이 무대로 복귀해 현역의 말년을 보냈다. 현역 은퇴 후, 그는 감독일보다 행정 업무를 맡고 싶다는 의사를 밝혔고, 2017년 1월에는 프로그레소의 회장으로 당선되었다. 프로그레소 회장 임기에 소속 구단은 2018년 시즌 끝에 1부 리그 복귀에 성공했고, 이듬해에는 코파 리베르타도레스 진출권도 획득해 소속 구단의 30년 만의 남미대항전 복귀를 이룩하였다.

## 국가대표팀 경력
2001년 10월 7일, 콜롬비아와의 2002년 월드컵 예선전에 출전한 이래 우루과이 국가대표팀에서 활약하던 카노비오는 2007년 코파 아메리카에 자국을 대표로 참가해 4위의 성적을 거둔 우루과이의 2경기에 출전했다. 그 전에, 그는 1999년 세계 청소년 선수권 대회에 출전하기도 했다.

## 사생활
파비안 카노비오의 동생 카를로스도 축구선수이다. 수비수로 활약하던 그는 스페인 무대로 건너가기도 했지만, 아마추어 리그에서만 뛰었고, 형과 마찬가지로 프로그레소에서 활약했었다.

## 수상
페냐롤
- 우루과이 프리메라 디비시온: 2003

발렌시아
- 라 리가: 2003–04
- UEFA컵: 2003–04

다누비오
- 우루과이 프리메라 디비시온: 2013–14